# Acalayong
Acalayong (també Asalayeng) és un municipi de Guinea Equatorial, de la província de Litoral a la Regió Continental. Aquesta localitat pertany al districte de Cogo i està en la frontera principal amb Gabon.
La pesca és la principal activitat primària dels habitants d'Acalayong.
Hi ha transbordadors per navegar a través del riu Mitémélé per arribar a Cocobeach. Per visitar la reserva natural de l'estuari del riu Muni els turistes acostumen a llogar les barques als pescadors d'aquesta localitat, i es pot anar fins a Cogo, que està a l'altra llera del riu.
Cogo i Acalayong són pobles molt vinculats, sobretot perquè Cogo és un dels pobles importants de la zona, amb uns 5.000 habitants, en un districte que tenia 14.000 habitants, amb dades de 1997.